# Charles Brian Wainwright
Charles Brian Wainwright, britanski general, * 1893, † 1968.